# Мощевик

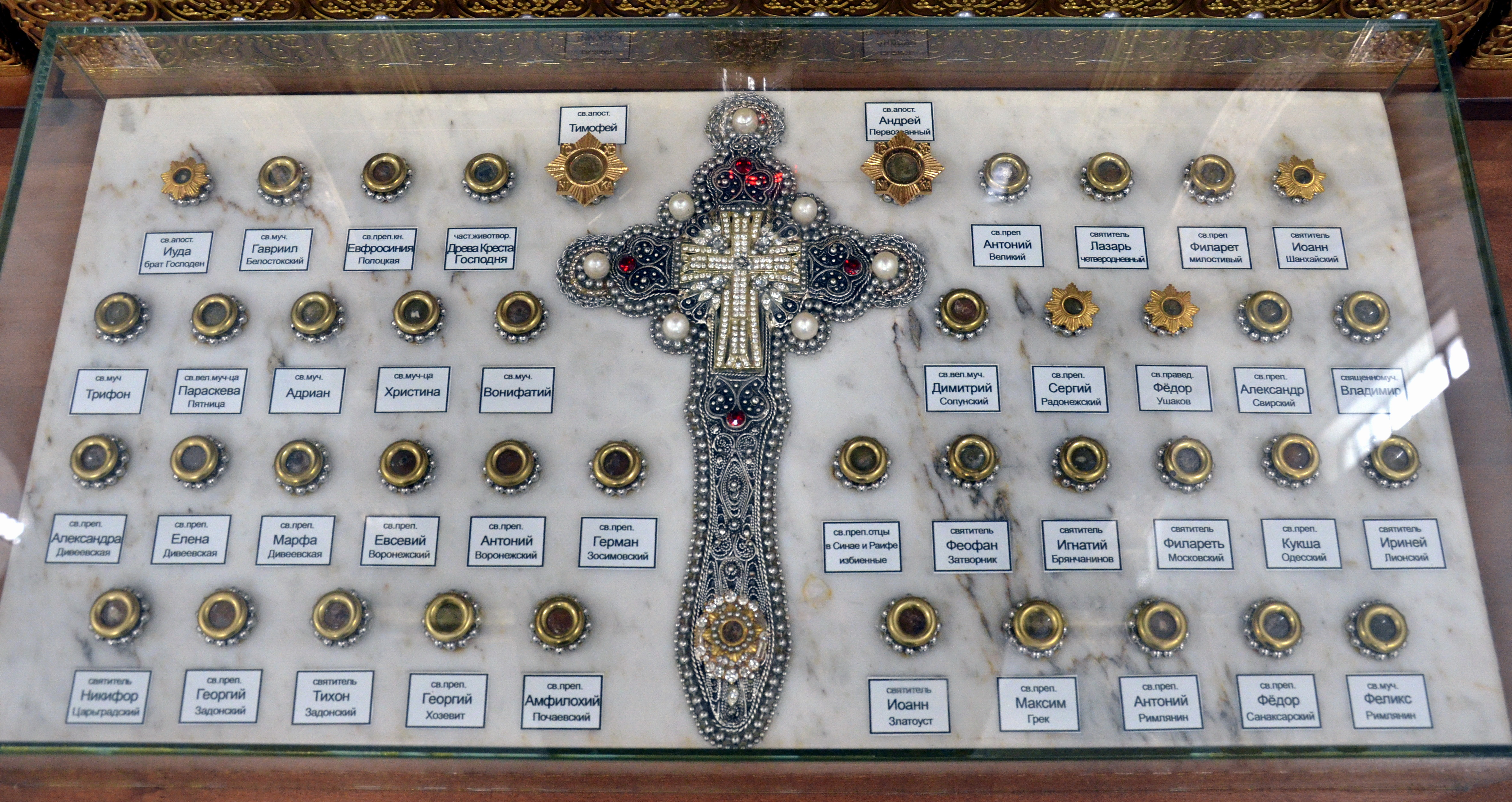
Мощевик соборный

Мощеви́к — общее название ёмкостей для хранения частиц мощей.
Мощевики изготавливаются в различных формах:
- крест-мощевик (в том числе наперсные и напрестольные кресты, например крест Евфросинии Полоцкой);
- энколпион
- ковчежец (например, Ковчег Дионисия);
- мощевики в иконах.

Малые частицы мощей при помещении в мощевик заливаются воскомастикой, предохраняющей их от выпадения или повреждения. В мощевик могут помещаться мощи как одного святого, так и многих (например, Кийский крест содержит частицы мощей 108 святых).